# ديريك وودز
ديريك وودز هو ملحن كندي، ولد في 10 أغسطس 1982.